# Kybartai
Kybartai, polnisch Kibarty, deutsch veraltet Kibarten, jiddisch קיבאַרט (Kibart) ist eine Stadt in Litauen an der Grenze zur russischen Kaliningrader Oblast, dem Norden der ehemals preußischen Provinz Ostpreußen. Zwischen dem litauischen Kybartai und dem russischen Tschernyschewskoje (Eydtkuhnen bzw. von 1938 bis 1945 Eydtkau) befindet sich der wichtigste Straßen- und Eisenbahngrenzübergang der russischen Exklave für den Landverkehr mit dem Kernland.
Die Stadt (miesto) hat 5631 Einwohner und ist Sitz des gleichnamigen Landamtes (kaimo seniūnija) der Rajongemeinde Vilkaviškis, die von 1994 bis 2010 zum Bezirk Marijampolė gehörte.

## Geschichte
Gegründet wurde der Ort im Rahmen der Kolonisierungsbemühungen der Königin Bona Sforza, der Gattin des Königs König Sigismund I. von Polen. 1561 wird das Dorf im Kataster von Jurbarkas und Virbalis erwähnt.
Der Friede vom Melnosee hatte 1422 die Zugehörigkeit der Gegend zu Polen-Litauen bestätigt. Von der Dritten Teilung Polens bis zum Frieden von Tilsit 1809 gehörte der Ort zur neu geschaffenen Provinz Südpreußen des Königreichs Preußen, dann bis 1815 zum von Napoleon geschaffenen Herzogtum Warschau. Dessen Grenzverlauf im Süden Litauens wurde beibehalten, als auf dem Wiener Kongress 1815 ein in Personalunion an Russland gebundenes Königreich Polen geschaffen wurde. Dessen Autonomie wurde zunehmend eingeschränkt, bis es in den russischen Weichselgouvernements aufging.
Als 1851 die erste Verbindung zwischen europäischem Normalspurnetz (Preußische Ostbahn) und russischem Breitspurnetz (Petersburg-Warschauer Eisenbahn) geschaffen wurde, benannte man den bei Kybartai gebauten russischen Grenzbahnhof zunächst nach der benachbarten Stadt Virbalis, dessen deutsche Namensversion Wirballen dadurch in die Eisenbahngeschichte eingegangen ist. Infolge der Eröffnung der Bahnstrecke überflügelte Kybartai das alte Virbalis. 1919 erhielt es Stadtrecht. Seit etwa dieser Zeit heißt auch der Bahnhof Kybartai. Ein großer Teil der Zuzügler, die der Ort in seinem Aufschwung gewann, waren Juden. Bei der Volkszählung 1923 lebten 1253 Juden in Kybartai, ein Fünftel der Einwohner.
Seit der Ausrufung eines neuen unabhängigen Litauen am 16. Februar 1918 gehörte die Gegend dessen Geschichte entsprechend jeweils zur Republik Litauen oder der Litauischen Sowjetrepublik, unterbrochen durch die deutsche Besetzung zwischen 1941 und 1944. Am 6. Juli 1941, zwei Wochen nach dem deutschen Angriff auf die Sowjetunion, wurden im Holocaust 185 männliche Juden und 15 weitere Litauer aus Kybartai in einem Steinbruch bei Gudkaimis, 6 km nördlich von Kybartai, ermordet. Ab August 1941 wurden auch die übrigen jüdischen Einwohner Kybartais, Frauen und Kinder, auf einem Weidengelände in Wirballen (lit. Virbalis) vom Einsatzkommando A erschossen. Die genaue Anzahl dieser Opfer ist nicht bekannt.
Das einst repräsentative Bahnhofsgebäude wurde im Zweiten Weltkrieg stark beschädigt und in schlichterer Form wiederhergestellt.

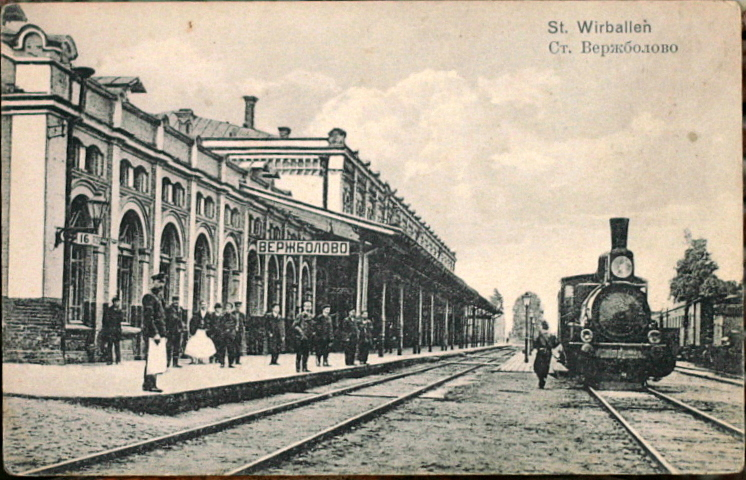
Bahnhof Wirballen
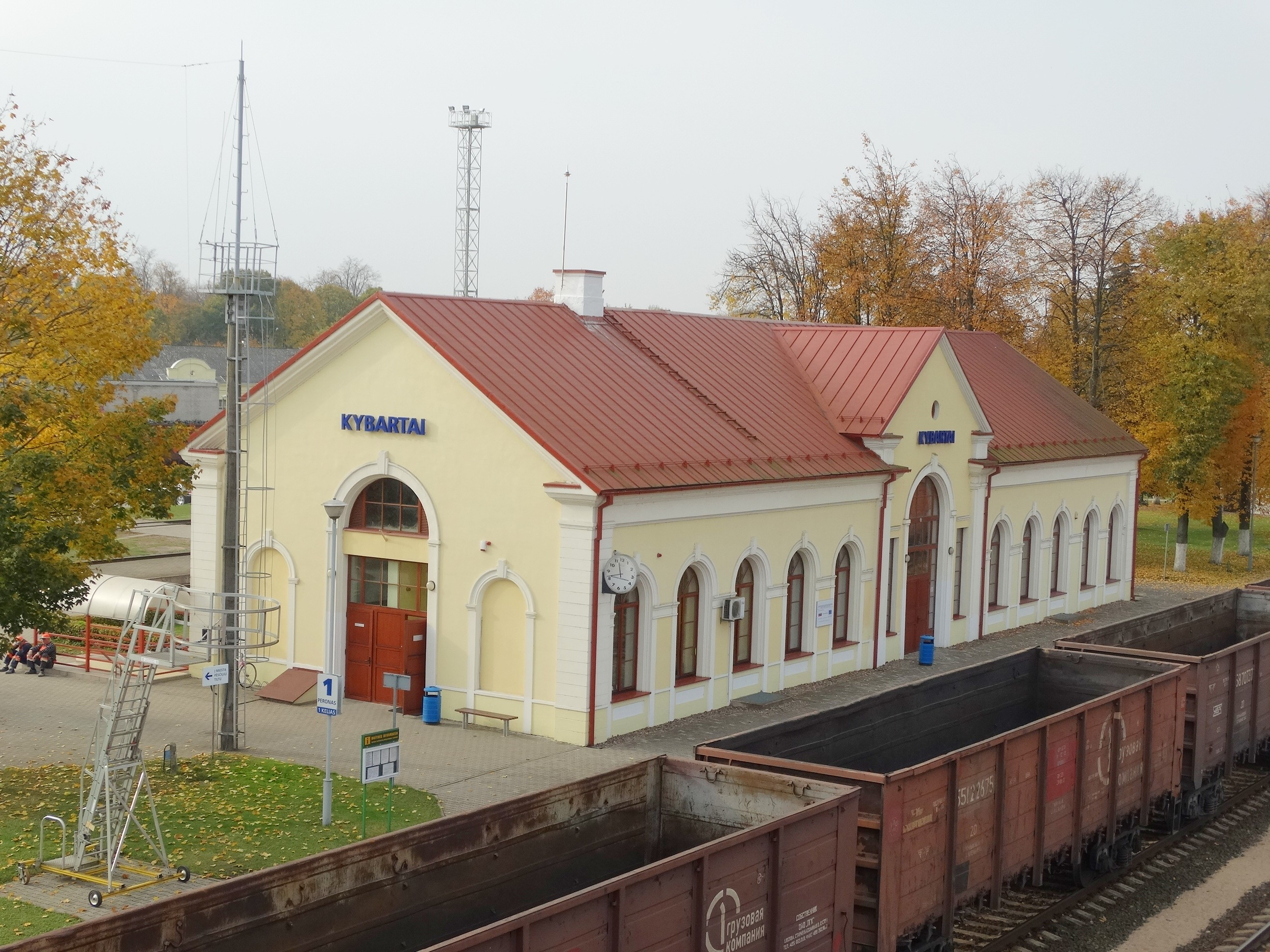
Bahnhof Kybartai
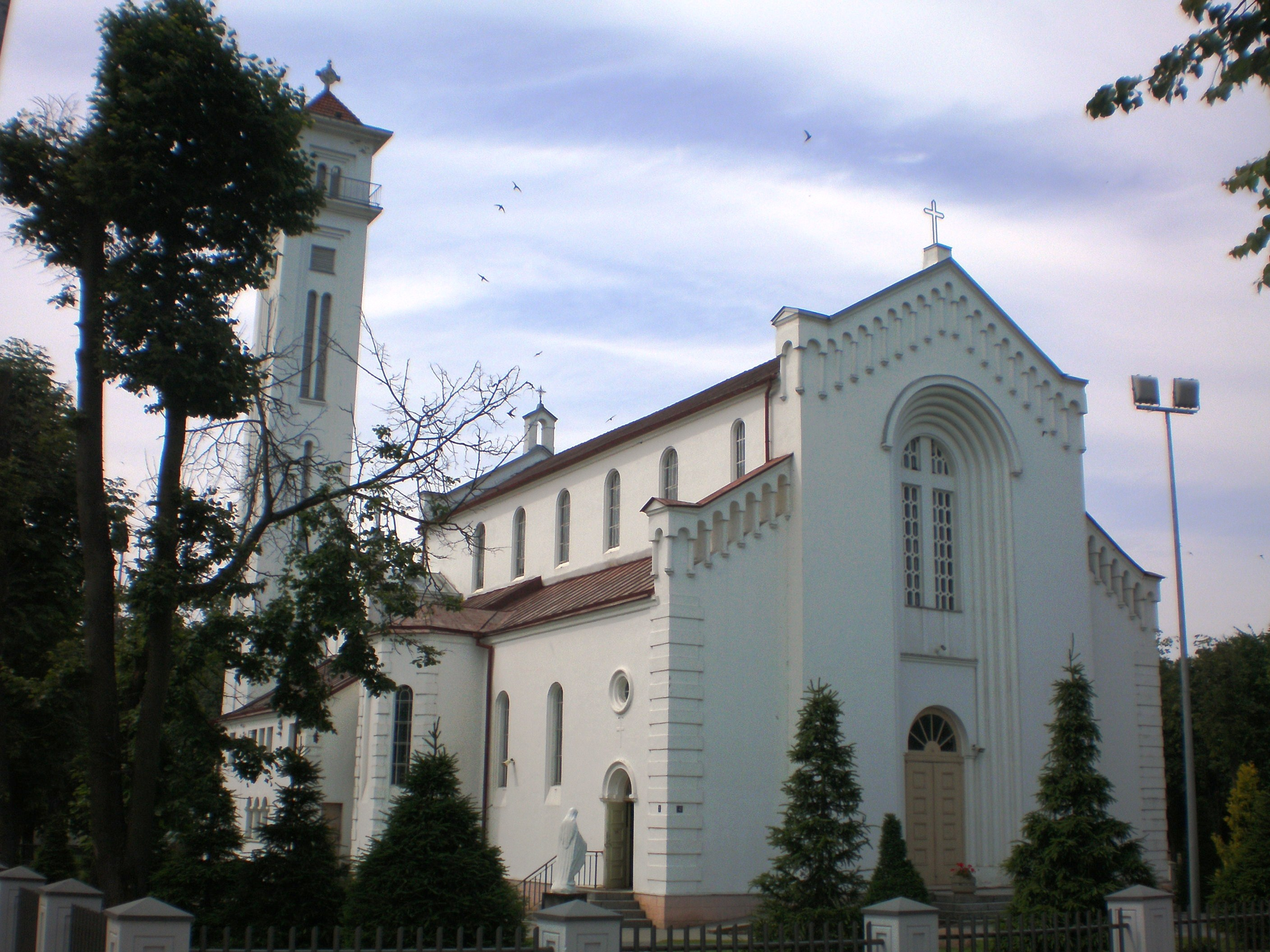
Kirche von 1927/28
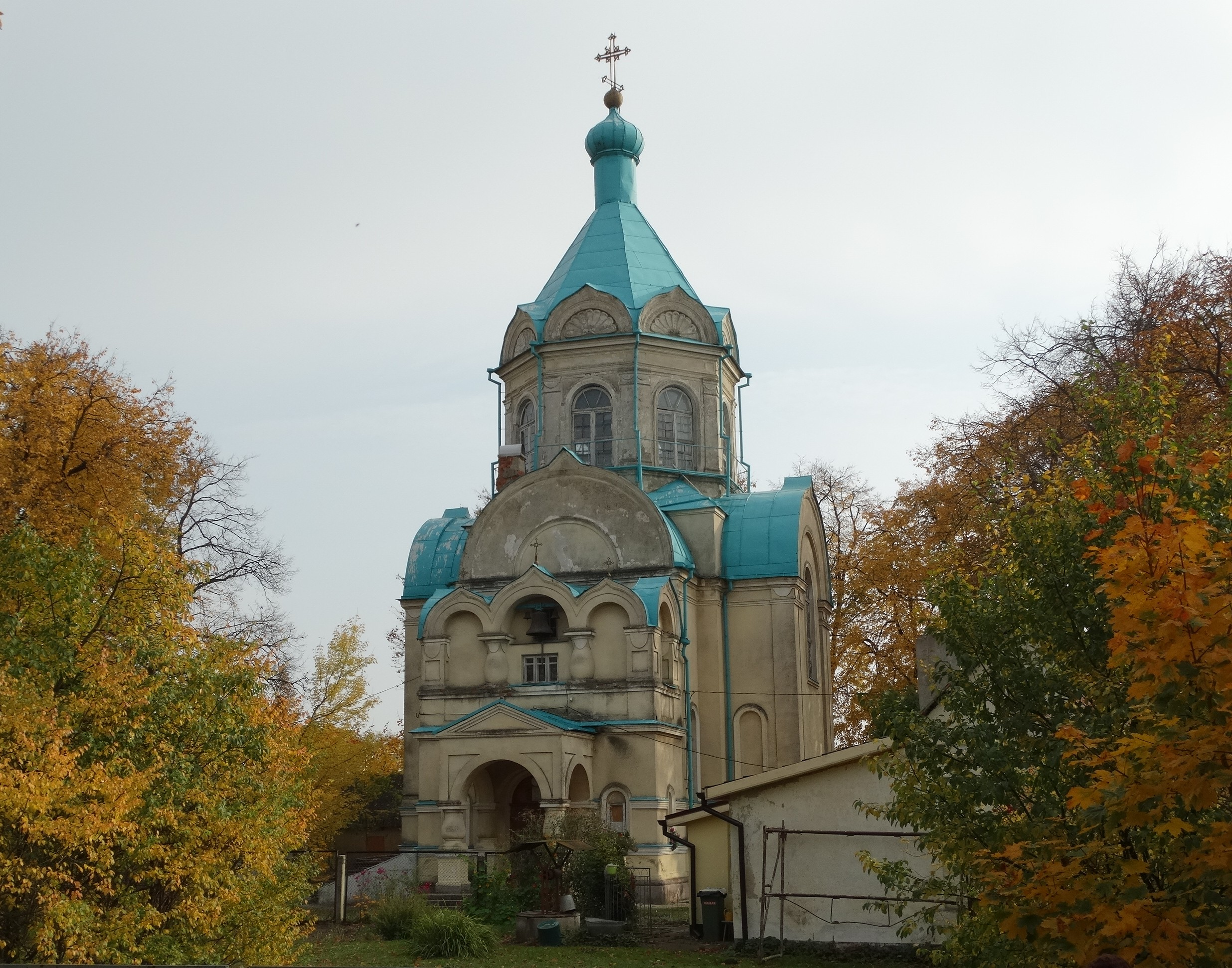
St.-Alexander-Neviškis-Kirche von 1870
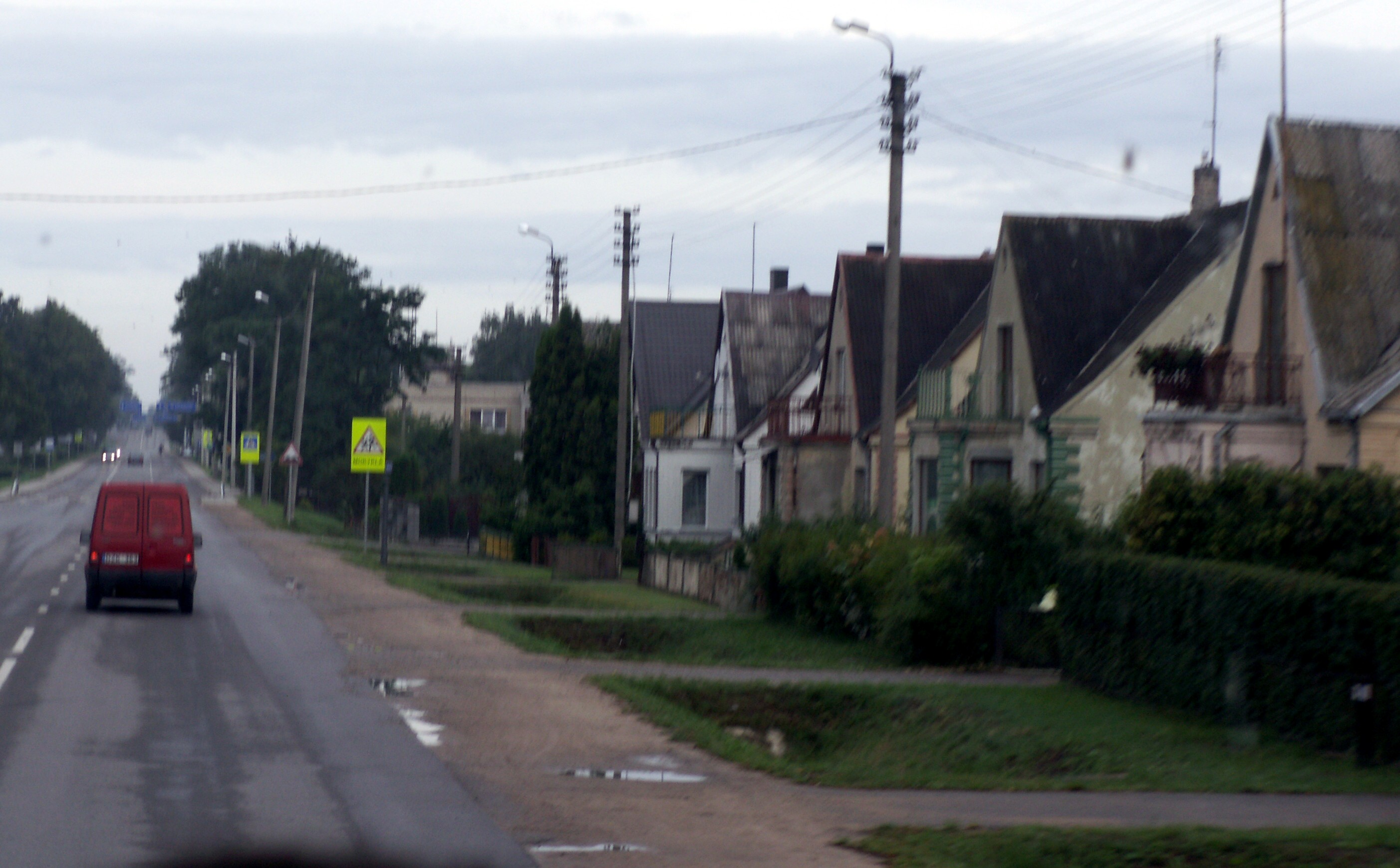
Straße

## Persönlichkeiten

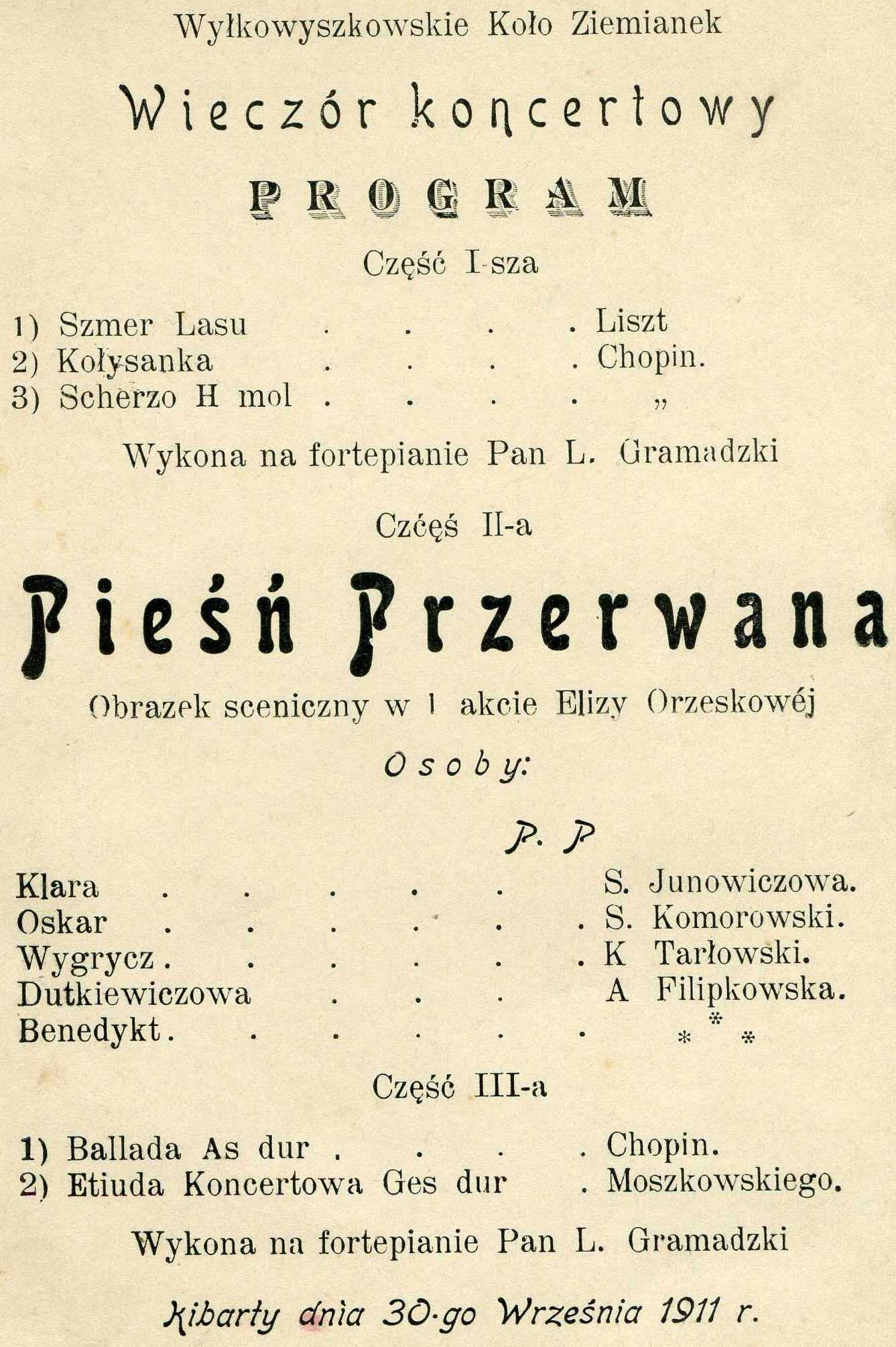
Konzertankündigung, u. a. mit Aufführung des Einakters Pieśń przerwana (Das unterbrochene Lied) von Eliza Orzeszkowa (1911)

- Isaak Iljitsch Lewitan (Jitzchak Lewitan, Yitzchak Levitan; * 18. Augustjul. / 30. August 1860greg. † 22. Julijul. / 4. August 1900greg.), russischer Landschaftsmaler
- Emil Młynarski (* 18. Juli 1870, † 5. April 1935), polnischer Komponist, Gründer der polnischen Nationalphilharmonie in Warschau
- Richard Waldemar Schweizer (1910–1960), SS-Untersturmführer, beteiligt an Kriegsverbrechen und der Ermordung von Juden in Litauen
- Harald Serafin (* 24. Dezember 1931), österreichischer Kammersänger und Intendant
- Inga Valinskienė (* 8. Juli 1966), litauische Sängerin und Politikerin